# Pedaria aethiopica
Pedaria aethiopica är en skalbaggsart som beskrevs av Josso och Prévost 2003. Pedaria aethiopica ingår i släktet Pedaria och familjen bladhorningar. Inga underarter finns listade i Catalogue of Life.